# Knihy odvahy a dobrodružství
Knihy odvahy a dobrodružství, zkráceně KOD, je edice dobrodružné literatury, kterou od roku 1954 vydává Státní nakladatelství dětské knihy (SNDK), později přejmenované na Albatros. Cílovou skupinou byly starší děti a dospívající mládež.

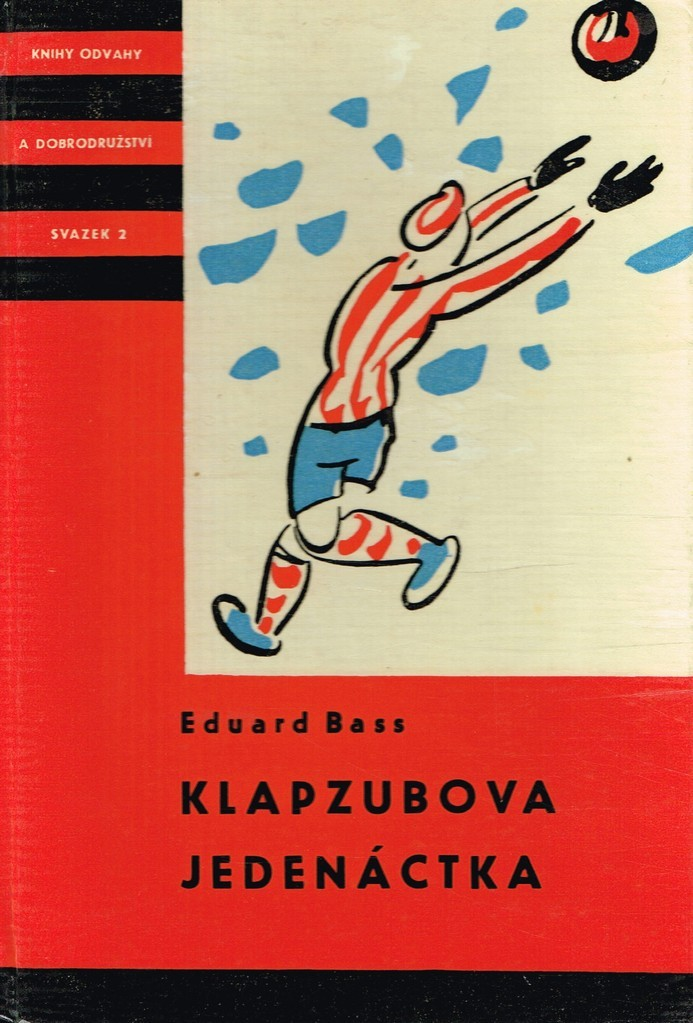
Přebal knihy Klapzubova jedenáctka z edice KOD

Knihy v edici vycházely nejprve brožované s obrázkem po celé obálce. Prvním vázaným svazkem edice (s omyvatelnou vazbou) byli Tři mušketýři z roku 1958. Také obálka neměla zpočátku čtyři proužky v levém horním rohu obálky. První knihou v této úpravě byli Chlapci z Pavelské ulice rovněž z roku 1958.
Roku 1992 bylo vydávání edice na sedm let přerušeno. Když bylo roku 1999 vydávání obnoveno knihou Černý hřebec, došlo zároveň s tím ke změně formátu obálky (tři proužky namísto čtyř a obdélníkový obrázek na obálce sahající zhruba do jejích tří čtvrtin byl prodloužen až do jejího konce). Roku 2003 byla obálka znovu změněna (tři proužky zůstaly, ale obrázek byl nyní přes celou obálku).
Roku 2007 bylo vydávání edice opět přerušeno. Další svazek Fakír z Benáres a jiné povídky vyšel až roku 2012. Následovalo další přerušení ve vydávaní edice a zatím poslední svazek Nobody – muž z Neznáma vyšel až po sedmi letech roku 2019.
Některé knihy byly v edici vydány dvakrát pod různými čísly, došlo také k chybám v číslování. O těchto skutečnostech a případně o dalších zajímavých okolnostech informují poznámky, připojené k jednotlivým svazkům edice.

## Knihy vydané v této edici
| číslo | Autor                                                         | Kniha                                            | rok vydání                    | Ilustrace                                      |
| ----- | ------------------------------------------------------------- | ------------------------------------------------ | ----------------------------- | ---------------------------------------------- |
| 001   | Polevoj, Boris (1908–1981)                                    | Příběh opravdového člověka                       | 1954                          | Nikolaj Nikolajevič Žukov                      |
| 002   | Bass, Eduard (1888–1946)                                      | Klapzubova jedenáctka                            | 1954 a 1963                   | Josef Čapek                                    |
| 003   | Verne, Jules (1828–1905)                                      | Matyáš Sandorf, nový hrabě Monte Christo         | 1954 a 1957                   | Léon Benett                                    |
| 004   | Pilař, František (1904–1980)                                  | Dýmka strýce Bonifáce                            | 1954, 1957 a 1965             | Kamil Lhoták                                   |
| 005   | Stevenson, Robert Louis (1850–1894)                           | Poklad na ostrově                                | 1954, 1957 a 1969             | George Roux, 1969, il. Bohuslav Mikeš          |
| 006   | Medvěděv, Dmitrij (1898–1954)                                 | V týlu nepřítele                                 | 1954                          | Adrian Michajlovič Jermolajev.                 |
| 007   | London, Jack (1876–1916)                                      | Bílý tesák                                       | 1954 a 1957                   | Jan Černý Klatovský                            |
| 008   | Marryat, Frederick (1792–1848)                                | Kormidelník Vlnovský                             | 1955                          | Jan Herink                                     |
| 009   | Assollant, Alfred (1827–1886)                                 | Hrdinný kapitán Korkorán                         | 1955 a 1957                   | Alphonse de Neuville                           |
| 010   | Čukovskij, Nikolaj (1904–1965)                                | Poslední plavba kapitána Lapérouse               | 1956                          | Michail Josifovič Razulevič.                   |
| 011   | Verne, Jules (1828–1905)                                      | Hvězda jihu                                      | 1956                          | Léon Benett                                    |
| 012   | Twain, Mark (1835–1910)                                       | Dobrodružství Toma Sawyera                       | 1956                          | Kamil Lhoták                                   |
| 013   | Twain, Mark (1835–1910)                                       | Dobrodružství Huckleberryho Finna                | 1956                          | Kamil Lhoták                                   |
| 014   | Pařízek, L. M. (1907–1988)                                    | Kraj dvojí oblohy                                | 1956                          | Miroslav Váša                                  |
| 015   | Sienkiewicz, Henryk (1846–1916)                               | Pouští a pralesem                                | 1957, 1962, 1967, 1982 a 1988 | Václav Junek, 1982 a 1988, il. Karel Toman     |
| 016   | Conrad, Joseph (1857–1924)                                    | Gaspar Ruiz a jiné povídky                       | 1957                          | František Hudeček                              |
| 017   | Kästner, Erich (1899–1974)                                    | Emil a detektivové                               | 1957                          | Walter Trier                                   |
| 018   | May, Karel (1842–1912)                                        | Syn lovce medvědů                                | 1958, 1969 a 2022             | Zdeněk Burian                                  |
| 019   | Molnár, Ferenc (1878–1952)                                    | Chlapci z Pavelské ulice                         | 1958                          | Károly Reich                                   |
| 020   | Cooper, James Fenimore (1789–1851)                            | Poslední Mohykán                                 | 1957                          | Zdeněk Burian                                  |
| 021   | Kästner, Erich (1899–1974)                                    | Kulička a Toník                                  | 1958                          | Walter Trier                                   |
| 022   | Žitkov, Boris (1882–1938)                                     | Na moři                                          | 1958                          | Václav Junek                                   |
| 023   | Dumas, Alexandre (1802–1870)                                  | Tři mušketýři, dva díly                          | 1958 a 1967                   | Maurice Leloir                                 |
| 024   | Ransome, Arthur (1884–1967)                                   | Zamrzlá loď kapitána Flinta                      | 1958                          | Kamil Lhoták                                   |
| 025   | Harte, Francis Bret (1836–1902)                               | Ztraceni v pustině                               | 1958                          | Zdeněk Burian                                  |
| 026   | Mayne-Reid, Thomas (1818–1883)                                | Bezhlavý jezdec                                  | 1958                          | Jaromír Vraštil                                |
| 027   | Velkoborský, Fráňa (1900–1958)                                | Jabloňová stezka                                 | 1958, 1970 a 1978             | Jaromír Vraštil.                               |
| 028   | Fabricius, Johan (1899–1981)                                  | Plavčíci kapitána Bontekoea                      | 1958, 1966 a 1977             | Josef Novák                                    |
| 029   | Defoe, Daniel (1660–1731) Pleva, Josef Věromír (1899–1985)    | Robinson Crusoe                                  | 1958, 1960 a 1963             | Zdeněk Burian                                  |
| 030   | Kipling, Rudyard (1865–1936)                                  | Mauglí                                           | 1958                          | Zdeněk Burian                                  |
| 031   | Kästner, Erich (1899–1974)                                    | Emil a tři dvojčata                              | 1959                          | Walter Trier                                   |
| 032   | Řezáč, Václav (1901–1956)                                     | Kluci, hurá za ním                               | 1958                          | Josef Čapek                                    |
| 033   | Stevenson, Robert Louis (1850–1894)                           | Černý šíp                                        | 1959, 1966, 1970 a 1990       | Jiří Blažek                                    |
| 034   | May, Karel (1842–1912)                                        | Duch Llana Estacada                              | 1959 a 1966                   | Zdeněk Burian                                  |
| 035   | Čukovskij, Nikolaj (1904–1965)                                | Čtyři kapitáni                                   | 1959, 1964, 1970, 1977 a 1985 | František Tručka                               |
| 036   | Ransome, Arthur (1884–1967)                                   | Boj o ostrov                                     | 1959                          | Kamil Lhoták                                   |
| 037   | Makowiecki, Witold (1902–1946)                                | Příhody Řeka Melikla                             | 1959 a 1974                   | Miroslav Váša                                  |
| 038   | Pašek, Mirko (1910–2002)                                      | Ebenová karavana                                 | 1959                          | Vlastimil Hofman                               |
| 039   | Ananjan, Vachtang (1905–1980)                                 | Zajatci Pardálí soutěsky                         | 1959, 1974 a 1988             | Eduard Hájek                                   |
| 040   | Cooper, James Fenimore (1789–1851)                            | Lovec jelenů                                     | 1960 a 1991                   | Jaromír Vraštil. 1991, il. Karel Přibyl        |
| 041   | Grin, Alexandr (1880–1932)                                    | Cesta nikam                                      | 1960                          | Karel Teissig.                                 |
| 042   | Někrasov, Andrej Sergejevič (1907–1987)                       | Dobrodružství kapitána Žvanilkina                | 1960 a 1962                   | Oldřich Jelínek a Adolf Born                   |
| 043   | Kocourek, Vítězslav (1920–1995)                               | Vzpoura na lodi Bounty                           | 1960, 1962 a 1968             | Václav Junek                                   |
| 044   | Kratochvíl, Miloš Václav (1904–1988)                          | Podivuhodné příběhy a dobrodružství Jana Kornela | 1960, 1974 a 1979             | Milada Marešová                                |
| 045   | Ransome, Arthur (1884–1967)                                   | Trosečníci z Vlaštovky                           | 1960                          | Kamil Lhoták                                   |
| 046   | Kästner, Erich (1899–1974)                                    | Létající třída                                   | 1961                          | Walter Trier                                   |
| 047   | Mowat, Farley (1921–2014)                                     | Stopy ve sněhu                                   | 1961                          | Jaromír Vraštil                                |
| 048   | Hronek, Jiří (1905–1987)                                      | Zlato na Espaňole                                | 1961                          | Vladimír Brehovszký                            |
| 049   | Rutgers van der Loeff Basenauová, Ann (1910–1990)             | Laviny nad vsí                                   | 1961                          | Eduard Hájek                                   |
| 050   | Pašek, Mirko (1910–2002)                                      | Modrý leopard                                    | 1961                          | Emil Cimbura                                   |
| 051   | Ransome, Arthur (1884–1967)                                   | Petr Kachna                                      | 1961                          | Kamil Lhoták                                   |
| 052   | Makowiecki, Witold (1902–1946)                                | Tři útěky z Korintu                              | 1961 a 1975                   | Miroslav Váša                                  |
| 053   | Cooper, James Fenimore (1789–1851)                            | Poslední Mohykán                                 | 1961, 1984 a 1991             | Jaromír Vraštil.                               |
| 054   | Fischer, Rudolf (1901–1957)                                   | Neznámému na stopě                               | 1961                          | Radim Malát                                    |
| 055   | Vávra, Jaroslav Raimund (1902–1990)                           | Tvrdá pěst Tuáregů                               | 1962                          | Zdeněk Burian                                  |
| 056   | Kovář, Josef (1901–1966)                                      | Čing, hrdý orel Tádžikistánu                     | 1962                          | Zdeněk Burian                                  |
| 057   | Teldy Naim, Robert (1901–1981)                                | Sedm sluncí na sněhu                             | 1962                          | Karel Teissig                                  |
| 058   | Sabatini, Rafael (1875–1950)                                  | Odysea kapitána Blooda                           | 1962 a 1970                   | Jiří Hanuš.                                    |
| 059   | Curwood, James Oliver (1878–1927)                             | Kočovníci severu                                 | 1962 a 1973                   | Jitka Válová                                   |
| 060   | Seton, Ernest Thompson (1860–1946)                            | Dva divoši                                       | 1962, 1971 a 1976             | Ernest Thompson Seton                          |
| 061   | Laurie, André (1844–1909)                                     | Dědic Robinsonův                                 | 1962                          | Jiří Hejna                                     |
| 062   | Mattson, Olle (1922–2012)                                     | Briga Tři lilie                                  | 1963                          | Věra Brázdová.                                 |
| 063   | Gunn, John (1925– )                                           | Chatrč v horách                                  | 1963                          | Jan Dostál                                     |
| 064   | Martin-Chauffierová, Simonne (1902–1975)                      | Ten druhý jsem já                                | 1963                          | Jaroslav Lukavský                              |
| 065   | Vladko, Volodymyr (1901–1974)                                 | Potomci Skytů                                    | 1963 a 1986                   | Zdeněk Chotěnovský, 1986, il. Jaroslav Hořánek |
| 066   | Ransome, Arthur (1884–1967)                                   | Klub Lysek                                       | 1963                          | Kamil Lhoták                                   |
| 067   | Knight, Eric (1897–1943)                                      | Lassie se vrací                                  | 1963 a 1970                   | Jiří Krásl                                     |
| 068   | Cooper, James Fenimoore (1789–1851)                           | Stopař                                           | 1963                          | Jaromír Vraštil                                |
| 069   | Doyle, Arthur Conan (1859–1930)                               | Pes baskervillský                                | 1964 a 1969                   | Karel Vaca                                     |
| 070   | Bielicki, Marian (1920–1972)                                  | Lacho z rodu Ha                                  | 1964                          | Adolf Born                                     |
| 071   | Cooper, James Fenimoore (1789–1851)                           | Průkopníci                                       | 1964                          | Jaromír Vraštil                                |
| 072   | Gamarra, Pierre (1919–2009)                                   | Dobrodružství opeřeného hada                     | 1964                          | Jaroslav Lukavský                              |
| 073   | Lindgrenová, Astrid (1907–2002)                               | Kalle Blomkvist zasahuje                         | 1964                          | Zdeněk Majzner                                 |
| 074   | Pašek, Mirko (1910–2002)                                      | Ostrov tisíce drahokamů                          | 1964 a 1965                   | Vladimír Kovářík                               |
| 075   | Swiftová, Hildegarde Hoyt (1890–1972)                         | Dráha na svobodu                                 | 1964                          | Jitka Válová                                   |
| 076   | Ransome, Arthur (1884–1967)                                   | Holubí pošta                                     | 1964                          | Kamil Lhoták                                   |
| 077   | Tatay, Sándor (1910–1991)                                     | Pušky a holubi                                   | 1965                          | Jan Černý Klatovský                            |
| 078   | Pearceová, Philippa A. (1920–2006)                            | Poklad v jediné růži                             | 1965                          | Karel Beneš                                    |
| 079   | Pašek, Mirko (1910–2002)                                      | Lovci perel                                      | 1965                          | Josef Novák                                    |
| 080   | Branald, Adolf (1910–2008)                                    | Tisíc a jedno dobrodružství                      | 1964                          | Václav Junek                                   |
| 081   | Renn, Ludwig (1889–1979)                                      | Trini                                            | 1965                          | Lumír Ševčík                                   |
| 082   | Mauffret, Yvon (1927–2011)                                    | Krásná Amaranta                                  | 1965                          | Eduard Hájek                                   |
| 083   | O'Dell, Scott (1898–1989)                                     | Ostrov modrých delfínů                           | 1965                          | Jiří Krásl                                     |
| 084   | Kiršner, Lev (1922–2010)                                      | Šifrovaná zpráva                                 | 1965                          | Miroslav Váša                                  |
| 085   | May, Karel (1842–1912)                                        | Vinnetou, čtyří díly                             | 1965, 2018 a 2023-2025        | Zdeněk Burian                                  |
| 086   | Kratochvíl, Miloš Václav (1904–1988)                          | Napoleon z černého ostrova                       | 1966                          | Vladimír Kovářík                               |
| 087   | Volček, Jakov (1912–1988)                                     | Karaj                                            | 1967                          | Jiří Krásl                                     |
| 088   | Melville, Herman (1819–1891)                                  | První plavba                                     | 1965                          | Josef Novák                                    |
| 089   | Pařízek, L. M. (1907–1988)                                    | Řeka kouzelníků                                  | 1966                          | Miroslav Váša                                  |
| 090   | Pašek Mirko (1910–2002)                                       | Nesmrtelný kovboj                                | 1966                          | Radomír Kolář                                  |
| 091   | Soriano, Marc (1918–1994)                                     | Nezvěstný plukovník                              | 1967                          | Karel Beneš                                    |
| 092   | Cooper, James Fenimoore (1789–1851)                           | Prérie                                           | 1967                          | Jaromír Vraštil                                |
| 093   | Bahdaj, Adam (1918–1985)                                      | Bacha, černý paraple!                            | 1966                          | Osvald Klapper                                 |
| 094   | Šustr, Vladimír (1913–1987)                                   | Na Opičí řece                                    | 1967                          | Pavel Brom                                     |
| 095   | Ransome, Arthur (1884–1967)                                   | Velká šestka                                     | 1967                          | Kamil Lhoták                                   |
| 096   | Kadlecová, Marie M.                                           | Muž a pes                                        | 1967 a 1974                   | Jiří Krásl.                                    |
| 097   | Galský, Desider (1921–1990)                                   | Král Madagaskaru                                 | 1967                          | Ervín Urban                                    |
| 098   | Grey Owl (1888–1938)                                          | Sejdžo a její bobříci                            | 1967                          | Josef Žemlička                                 |
| 099   | Švácha, Miloš (1921–2003)                                     | Puma ze Sierry                                   | 1967                          | Radomír Kolář                                  |
| 100   | Salgari, Emilio (1862–1911)                                   | Černý korzár                                     | 1967 a 1988                   | Jaromír Vraštil                                |
| 101   | Wyss, Johann Rudolf (1782–1830)                               | Švýcarský Robinson                               | 1967                          | Zdeněk Filip                                   |
| 102   | Štorch, Eduard (1878–1956)                                    | Hrdina Nik                                       | 1968                          | Zdeněk Burian                                  |
| 103   | Evans, Allen Roy (1885–1965)                                  | Sobi táhnou                                      | 1968                          | Naděžda Bláhová                                |
| 104   | Franzén, Nils-Olof (1916–1997)                                | Veledetektiv Agaton Sax                          | 1968                          | Miloslav Jágr                                  |
| 105   | Badigin, Konstantin (1910–1984)                               | Dobyvatelé ledových moří                         | 1968 a 1988                   | Lumír Ševčík                                   |
| 106   | Mowat, Farley (1921–2014)                                     | Hadí spirála                                     | 1968                          | Jaroslav Lukavský                              |
| 107   | Šimáček, Radovan (1908–1982)                                  | Zločin na Zlenicích hradě L. P. 1318             | 1968                          | Václav Fiala                                   |
| 108   | May, Karel (1842–1912)                                        | Černý mustang                                    | 1968 a 2024                   | Zdeněk Burian                                  |
| 109   | Szczepańská, Nora (1914–2004)                                 | Divoký Anda                                      | 1969 a 1983                   | Jaromír Vraštil                                |
| 110   | Diekmannová, Miep (1925– )                                    | Čluny v Brakkeputu                               | 1970                          | Zdeněk Filip                                   |
| 111   | Halliburton, Richard (1900–1939)                              | Toulky světem                                    | 1969                          | Jan Žbánek                                     |
| 112   | Laurie André (1844–1909)                                      | Magnetová hora                                   | 1969                          | Eduard Hájek                                   |
| 113   | Obručev, Vladimír (1863–1956)                                 | Plutónie                                         | 1970                          | Zdeněk Burian                                  |
| 114   | Thomas, M. Z. (1915– )                                        | Za obzorem čeká svět                             | 1969                          | Jan Javorský                                   |
| 115   | Flos, František (1864–1961)                                   | Lovci kožišin                                    | 1970 a 1978                   | Zdeněk Burian                                  |
| 116   | Steuben, Fritz (1898–1981)                                    | Tekumseh, čtyři díly                             | 1971-1979 a 1985–1987         | Jaromír Vraštil                                |
| 117   | Diekmannová, Miep (1925– )                                    | Marijn u pirátů                                  | 1971                          | Zdeněk Filip                                   |
| 118   | May, Karel (1842–1912)                                        | Červenomodrý Metuzalém                           | 1970                          | Josef Novák                                    |
| 119   | Dillonová, Eilis (1920–1994)                                  | Ostrov divokých koní                             | 1971                          | Jiří Krásl                                     |
| 120   | Leblanc, Maurice (1864–1941)                                  | Arsène Lupin kontra Herlock Sholmes              | 1971 a 1987                   | Josef Žemlička                                 |
| 121   | Fabricius, Johan (1899–1981)                                  | Tajemství starého venkovského sídla              | 1972                          | Josef Novák                                    |
| 122   | Davydov, Zinovij (1892–1957)                                  | Zajatci ledu a noci                              | 1972 a 1985                   | Alexander Kohout                               |
| 123   | McGiffinová, Lee (1908–1978)                                  | Lovci mustangů                                   | 1972                          | Radomír Kolář                                  |
| 124   | Bartosová-Höppnerová, Barbara (1923–2006)                     | Pozor – laviny!                                  | 1972                          | Jaroslav Lukavský                              |
| 125   | Armstrong, Richard (1903–1986)                                | Zakleté moře                                     | 1972                          | Zdeněk Brdlík                                  |
| 126   | Cooper, James Fenimore (1789–1851)                            | Lodivod                                          | 1972                          | Zdeněk Majzner                                 |
| 127   | Pašek, Mirko (1910–2002)                                      | Muž pro Oklahomu                                 | 1972 a 1981                   | Radomír Kolář                                  |
| 128   | Morey, Walt (1907–1992)                                       | Sever, můj domov                                 | 1973                          | Zdeněk Filip                                   |
| 129   | Düngel-Gillesová, Lieselotte (1922 -)                         | Knud Rasmussen                                   | 1974                          | Josef Žemlička                                 |
| 130   | d'Ivoi, Paul (1856–1915) Chabrillat, Henri (1842–1893)        | S prázdnou kapsou kolem světa                    | 1973                          | Josef Novák                                    |
| 131   | Staňukovič, Konstantin (1843–1903)                            | Muž přes palubu                                  | 1973 a 1982                   | Dagmar Sedláčková                              |
| 132   | Salgari, Emilio (1862–1911)                                   | Město malomocného krále                          | 1974                          | Jaromír Vraštil                                |
| 133   | Hiob, Eberhard                                                | Novou zemi pro divoká zvířata                    | 1974                          | Otakar Jelínek.                                |
| 134   | Pašek, Mirko (1910–2002)                                      | Ztracená prérie                                  | 1975 a 1984                   | Ervín Urban                                    |
| 135   | Meinck, Willi (1914–1993)                                     | Mexické drama                                    | 1975                          | Josef Duchoň                                   |
| 136   | Kjelgaard, Jim (1910–1959)                                    | Lovec kuguárů                                    | 1975                          | Pavel Kovářík.                                 |
| 137   | Šustr, Vladimír (1913–1987)                                   | Dobrodružství malého Indiána                     | 1975 a 1983                   | Václav Junek, 1983, il. Ruda Šváb              |
| 138   | Pašek, Mirko (1910–2002)                                      | Nesmrtelný kovboj                                | 1966 a 1976                   | Radomír Kolář                                  |
| 139   | Flos, František (1864–1961)                                   | Albatros; Nad Tichým oceánem                     | 1976                          | Václav Junek                                   |
| 140   | Smirnov, Nikolaj (1890–1933)                                  | Říše slunce                                      | 1976                          | Radim Malát                                    |
| 141   | Legére, Werner (1912–1998)                                    | Sám mezi korzáry                                 | 1977                          | Alexander Kohout                               |
| 142   | Conrad, Joseph (1857–1924)                                    | Tajfun a jiné povídky                            | 1976                          | Josef Duchoň                                   |
| 143   | Morey, Walt (1907–1992)                                       | Zima v kaňonu                                    | 1978                          | Jan Sládek                                     |
| 144   | Broszkiewicz, Jerzy (1922–1993)                               | Trosečníci v řece meteorů                        | 1977                          | Teodor Rotrekl                                 |
| 145   | Curwood, James Oliver (1878–1927)                             | Vlčák Kazan; Barí, syn Kazanův                   | 1980 a 1988                   | Jaroslav Hořánek                               |
| 146   | Pecháček, Jaroslav (1909–1984)                                | Ostrov tisíce vůní                               | 1978                          | Jindřich Kovařík                               |
| 147   | Richter, Götz R. (1923– )                                     | Lvi přicházejí                                   | 1978                          | Miroslav Váša                                  |
| 148   | Burtonová, Hester (1913–2000)                                 | Bez doprovodu bubnů                              | 1979                          | Ervín Urban                                    |
| 149   | Olsen, Theodore V. (1932–1993)                                | Léto bubnů                                       | 1979                          | Vladimír Krb.                                  |
| 150   | Pašek, Mirko (1910–2002)                                      | Děvče pro Oklahomu                               | 1980                          | Jaromír Vraštil                                |
| 151   | Alex Joe (1920–1998)                                          | Černé koráby, dva díly                           | 1979                          | Zdeněk Mézl                                    |
| 152   | O'Dell, Scott (1898–1989)                                     | Pětina pro krále                                 | 1980                          | Vítězslava Klimtová                            |
| 153   | Luskač, Rudolf (1899–1971)                                    | Odkaz lovce tajgy                                | 1981                          | Zdeněk Burian                                  |
| 154   | Šimáček, Radovan (1908–1982)                                  | Kříž proti kříži                                 | 1980                          | Vladimír Kopecký                               |
| 155   | Palman, Vjačeslav (1914–1998)                                 | Tajemství pytlácké jeskyně                       | 1981                          | Jaroslav Hořánek                               |
| 156   | Lomm, Alexandr (1925–1994)                                    | Noční orel                                       | 1981                          | Zdeněk Filip                                   |
| 157   | Fabricius, Johan (1899–1981)                                  | Tonek z Napoleonovy armády                       | 1981                          | Michal Romberg                                 |
| 158   | Martensson, Bertil (1945– )                                   | Světy bez hranic                                 | 1982 a 1989                   | Vladimír Rocman                                |
| 159   | Pecháček, Jaroslav (1909–1984)                                | Taliánský marš                                   | 1982                          | Josef Duchoň                                   |
| 160   | Pelot, Pierre (1945– )                                        | Ostrov dravců                                    | 1983                          | Jiří Pavlík                                    |
| 161   | Pikul, Valentin (1928–1990)                                   | Škola plavčíků                                   | 1983                          | Vladimír Rocman                                |
| 162   | Semjonov, Arsenij (1935–1976)                                 | Za sobolem na kraj světa                         | 1983                          | Karel Toman                                    |
| 163   | Friedrich, Herbert (1926– )                                   | Ledové moře                                      | 1985                          | Lumír Ševčík                                   |
| 164   | Halířová, Heda (1914–2000)                                    | Udet, syn divočiny                               | 1984                          | Pavel Major                                    |
| 165   | Janka, Otto (1930–2009)                                       | Zloděj snů                                       | 1984                          | Josef Duchoň                                   |
| 166   | Šusta, Stanislav (1923– )                                     | Tři kroky do tmy                                 | 1985                          | Zdeněk Filip                                   |
| 167   | Hevesi, Lajos (1843–1910)                                     | Dobrodružství Andráse Jelkyho                    | 1985                          | Eduard Hájek                                   |
| 168   | sborník sovětských sci-fi povídek                             | Chlapík z pekla                                  | 1986                          | Vladimír Rocman.                               |
| 169   | Wotte, Herbert (1909–1989)                                    | Magellanova cesta kolem světa                    | 1986                          | Jiří Pavlík                                    |
| 170   | Dumas, Alexandre (1802–1870)                                  | Salvator, dva díly                               | 1986                          | Michal Kudělka                                 |
| 171   | Sevasťjanov, Anatolij (1931– )                                | Za medvědem na Kamčatku                          | 1986                          | Dagmar Sedláčková                              |
| 172   | Kutík, Josef (1923–1987)                                      | Bílá vydra                                       | 1987                          | Karel Toman                                    |
| 173   | Tudoran, Radu (1910–1992)                                     | Napněte všechny plachty!, dva díly               | 1988                          | Michal Kudělka                                 |
| 174   | Pludek, Alexej (1923–2002)                                    | Rytířská jízda Jana z Michalovic                 | 1987                          | Ervín Urban                                    |
| 175   | Weisenborn, Günther (1902–1969)                               | Osamělé stádo                                    | 1987                          | Josef Duchoň                                   |
| 176   | Kolokolov Boris                                               | Ruská sága                                       | 1987                          | Přemysl Kubela.                                |
| 177   | Welss, Herbert George (1866–1946)                             | Válka světů a jiné příběhy z neskutečna          | 1988                          | Petr Urban                                     |
| 178   | Schaefer, Jack (1907–1991)                                    | Jezdec z neznáma                                 | 1988                          | Zdeněk Netopil                                 |
| 179   | Mareš, Zdeněk (1931– )                                        | Sehni se pro kámen                               | 1988                          | Zdeněk Kudělka                                 |
| 180   | Haugerová, Torill Thorstad (1943–2014)                        | V zajetí Vikingů                                 | 1988                          | Jiří Pavlík                                    |
| 181   | Volák, Josef (1942– )                                         | Mezi orlem a hadem                               | 1989                          | Bohumil Konečný                                |
| 182   | Krügerová, Renate (1934–2016)                                 | Dobrodružství pernikářského tovaryše             | 1989                          | Michal Kudělka                                 |
| 183   | Mironov, Alexandr (1910–1992)                                 | Ledová odysea                                    | 1989                          | Přemysl Kubela                                 |
| 184   | Rónaszegi, Miklós (1930– )                                    | Kdo má v plachtách vítr                          | 1989                          | Ladislava Frühaufová.                          |
| 185   | Pelot, Pierre (1945– )                                        | Dlouhý lov                                       | 1990                          | Jaroslav Hořánek                               |
| 186   | Strugackij, Arkadij (1925–1991) Strugackij, Boris (1933–2012) | Špunt                                            | 1989                          | Milan Erazim                                   |
| 187   | Janka, Otto (1930–2009)                                       | Jsem Sioux!                                      | 1990                          | Ervín Urban                                    |
| 188   | O'Dell, Scott (1898–1989)                                     | Jasné ráno                                       | 1990                          | Petr Urban                                     |
| 189   | Simak, Clifford D. (1904–1988)                                | Poselství z vesmíru                              | 1990                          | Teodor Rotrekl                                 |
| 190   | Scott, Walter (1771–1832)                                     | Quentin Durward                                  | 1990                          | František Hudeček                              |
| 191   | Simon, Eric (1950– )                                          | Mimozemšťané a hvězdy                            | 1990                          | Jiří Pavlík                                    |
| 192   | Mowat, Farley (1921–2014)                                     | Stopy ve sněhu; Kletba vikingova hrobu           | 1992                          | Ladislav Hojný                                 |
| 193   | Farley, Walter (1915–1989)                                    | Černý hřebec                                     | 1999 a 2003                   | Milan Fibiger                                  |
| 194   | Le Fanu, Joseph Sheridan (1814–1873)                          | Zelený děs                                       | 1991                          | Milan Erazim                                   |
| 195   | Ballinger, Erich (1943–2002)                                  | Muž z ledovce                                    | 1999                          | Petr Urban                                     |
| 196   | Salgari, Emilio (1862–1911)                                   | Město malomocného krále                          | 1999                          | Jaromír Vraštil                                |
| 197   | Dragtová, Tonke (1930– )                                      | Dopis pro krále                                  | 2000                          | Markéta Šišková                                |
| 198   | Farley, Walter (1915–1989)                                    | Černý hřebec se vrací                            | 2000                          | Milan Fibiger                                  |
| 199   | Běhounek, František (1898–1973)                               | Swansonova výprava                               | 2001                          | Milan Fibiger                                  |
| 200   | Salgari, Emilio (1862–1911)                                   | Sandokan                                         | 2000                          | Milan Fibiger                                  |
| 201   | Farley, Walter (1915–1989)                                    | Syn černého hřebce                               | 2001                          | Milan Fibiger                                  |
| 202   | Veitová, Barbara (1947– )                                     | Velký oheň                                       | 2001                          | Jan Maget                                      |
| 203   | Fiker, Eduard (1902–1961)                                     | Stráž na Psí skále                               | 2002                          | Zdeněk Netopil                                 |
| 204   | Rawls, Wilson (1913–1984)                                     | Léto s opicemi                                   | 2003                          | Jan Maget                                      |
| 205   | Hrnčíř, Svatopluk (1926–2014)                                 | Klub dobrodruhů                                  | 2004                          | Petr Urban                                     |
| 206   | Lawrence, Iain (1955– )                                       | Pašeráci                                         | 2004                          | Jakub Požár                                    |
| 207   | Lunn, John (1958– )                                           | Námořníkova kletba                               | 2005                          | Libor Balák                                    |
| 208   | Lawrencová, Caroline (1954– )                                 | Lupiči z Ostie                                   | 2006                          | Barbora Kyšková                                |
| 209   | Lawrencová, Caroline (1954– )                                 | Tajemný Vesuv                                    | 2007                          | Barbora Kyšková                                |
| 210   | Garfield, Leon (1921–1996)                                    | Ďábel se skrývá v mlze                           | 2007                          | Libor Balák                                    |
| 211   | Pašek, Mirko (1910–2002)                                      | Fakír z Benáres a jiné povídky                   | 2012                          | Lubomír Kupčík                                 |
| 212   | Kraft, Robert (1859–1916)                                     | Nobody – muž z Neznáma                           | 2019                          | Zdeněk Burian                                  |

## Statistiky a zajímavosti

### Národní literatury v edici
Nejvíce knih vyšlo v edici od českých autorů, a to 47. Pořadí národních literatur v edici je následující:
- 47 – česká,
- 36 – americká,
- 28 – německá,
- 23 – anglická (včetně irských a skotských anglicky píšících spisovatelů) a ruská,
- 16 – francouzská,
- 8 – polská,
- 7 – kanadská a nizozemská,
- 4 – italská, maďarská a švédská,
- 1 – arménská, australská, norská, rumunská a ukrajinská.

### Nejvydávanější spisovatelé
V edici vyšla díla 150 spisovatelů a jedna antologie (Chlapík z pekla). Nejvydávanějšími spisovateli jsou:
- 11 – Mirko Pašek (z toho Nesmrtelný kovboj 2×),
- 7 – James Fenimore Cooper (z toho Poslední Mohykán 2×) a Arthur Ransome,
- 5 – Karel May,
- 4 – Erich Kästner a Emilio Salgari ( z toho Město malomocného krále 2×),
- 3 – Johan Fabricius, Walter Farley, Farley Mowat a Scott O'Dell,
- 2 – díla dvaceti spisovatelů,
- 1 – díla sto dvaceti jedna spisovatelů a jedna antologie.

### Ilustrace a ilustrátoři
Na ilustracích knih edice se podílelo 92 ilustrátorů, z toho pouze 10 zahraničních:
- Léon Benett – Jules Verne: Matyáš Sandorf a Hvězda jihu,
- Adrian Michajlovič Jermolajev – Dmitrij Medvěděv: V týlu nepřítele,
- Maurice Leloir – Alexandre Dumas: Tři mušketýři,
- Alphonse de Neuville – Alfred Assollant: Hrdinný kapitán Korkorán,
- Michail Josifovič Razulevič – Nikolaj Čukovskij: Poslední plavba kapitána Lapérouse,
- Károly Reich – Ferenc Molnár: Chlapci z Pavelské ulice,
- George Roux – Robert Louis Stevenson: Poklad na ostrově,
- Ernest Thompson Seton – Dva divoši,
- Walter Trier – Erich Kästner: Emil a detektivové, Kulička a Toník, Emil a tři dvojčata a Létající třída,
- Nikolaj Nikolajevič Žukov – Boris Polevoj: Příběh opravdového člověka.

Nejčastějšími ilustrátory jsou:
- 15 – Zdeněk Burian
- 14 – Jaromír Vraštil,
- 10 – Kamil Lhoták,
- 6 – Miroslav Váša, Zdeněk Filip, Josef Novák a Václav Junek,
- 5 – Josef Duchoň, Milan Fibiger, Eduard Hájek, Radomír Kolář, Jiří Krásl a Ervín Urban,
- 4 – Jaroslav Hořánek, Jaroslav Lukavský, Jiří Pavlík, Walter Trier a Petr Urban,
- 3 – Michal Kudělka, Vladimír Rocman, Lumír Ševčík, Karel Toman a Josef Žemlička,
- 2 – dvacet ilustrátorů,
- 1 – padesát ilustrátorů.

Pět svazků edice vyšlo ilustrovaných v reedicích jiným ilustrátorem než první vydání:
- 005 Robert Louis Stevenson: Poklad na ostrově – 1954 a 1957, il. George Roux, 1969, il. Bohuslav Mikeš.
- 015 Henryk Sienkiewicz: Pouští a pralesem – 1957, 1962 a 1967, il. Václav Junek, 1982 a 1988, il. Karel Toman.
- 040 James Fenimore Cooper: Lovec jelenů – 1960 a 1984, il. Jaromír Vraštil, 1991, il. Karel Přibyl.
- 065 Volodymyr Vladko: Potomci Skytů – 1963, il. Zdeněk Chotěnovský, 1986, il. Jaroslav Hořánek.
- 137 Vladimír Šustr: Dobrodružství malého Indiána – 1975, il. Václav Junek, 1983, il. Ruda Šváb.

## Malá řada Knih odvahy a dobrodružství
Pod označením Malá řada Knih odvahy a dobrodružství vyšlo v SNDK v letech 1965–1967 pět knih dobrodružných příběhů, z nichž čtyři byly brožované sešity a jedna kniha byla vázaná. Vyznačovaly se obálkou se třemi černými pruhy, mezi nimiž byl uveden název díla a jeho autor. Pod pruhy byla barevná ilustrace zabírající zbytek obálky, Dvě z knih byly ilustrované.
- Harte, Francis Bret (1836–1902) – Ztraceni v pustině – 1965, obálka Zdeněk Burian
- Mayne-Reid, Thomas (1818–1883) – Černobílá krev – 1966, obálka Radomír Kolář.
- Sperry Armstrong (1897–1976) – Odvaha – 1966, obálka a ilustrace Ladislav Hájek.[i 12]
- Mayne-Reid, Thomas (1818–1883) – Bezhlavý jezdec – 1966,, obálka a ilustrace Jaromír Vraštil, kniha je vázaná a s ilustracemi, takže se zcela vymyká z řady ostatních čtyř knih, ale obálka má stejnou úpravu.
- Poe, Edgar Allan (1809–1849) – Zlatý skarabeus a jiné povídky – 1967, obálka Marcel Stecker, kromě titulní povídky obsahuje kniha ještě povídky Ukradený dopis a Sestup do Maelströmu, přeložil Vladimír Henzl.